# Sibuja
Sibuja (渋谷区; Hepburn: Shibuya-ku) Tokió egyik kerülete.
2015. december 1-jei becslések szerint a kerület népessége 217 488 fő, népsűrűsége 14 390 fő/km². Sibuja teljes területe 15,11 km².
A Sibuja állomást, Tokió egyik legforgalmasabb vasúti állomását környező bevásárlónegyedet is gyakran „Sibuja” néven emlegetik. Ez a terült Japán egyik divatközpontjaként – különösen a fiatalabbak körében – és jelentős éjszakai szórakozóterületként ismert.

## Története
Egykoron Sibuja területén helyezkedett el a Sibuja-család kastélya, melyben a 11. századtól az Edo-korig éltek. A Jamanote-vasútvonal 1885-ös megnyitása után Sibuja délnyugat-Tokió vasúti csomópontja, majd később kereskedelmi és szórakoztató-központja lett.
Sibuja falut 1889-ben alapították a minamitosima körzetbeli Kami-Sibuja, Naka-Sibuja és Simo-Sibuja egybevonásával. A falu a modern kori Sibuja állomást környező területet, valamint Hiroo, Daikanjama, Aojama és Ebiszu területét foglalta magába. 1909-ben várossá léptették elő Sibuját. 1932-ben Sibuja városa egyesült Szendagaja (a modern kori Szendagaja, Haradzsuku és Dzsingúmae területe) és Jojohata (a modern kori Jojogi és Hatagaja területe) városával, így létrehozva Tokió Sibuja kerületét. Tokiót 1943-ban metropolisszá nevezték ki, Sibuja modern kori megfelelőjét 1947. március 15-én alapították.
1932-ben megnyitották a Tokyu Tojoko-vonalat, így Sibuja kulcsfontosságú terminál lett Tokió és Jokohama között. A Tojoko-vonalat 1933-ban a Keio Inokasira-, míg 1938-ban Ginza-vonal követte. Sibujával kapcsolatos egyik legismertebb történet Hacsikó, egy kutya története, aki 1923 és 1935 között várta az elhunyt gazdáját a Sibuja állomásnál, és végül nemzeti híresség lett a hűségessége miatt. Az állomás szomszédságában szobrot emeltek Hacsikónak, az azt körülölelő Hacsikó tér népszerű találkozási hely.
Japán megszállásának idejében a Jojogi park területén kapott helyet az amerikai hadsereg lakóparkja, a „Washington Heights”. Az amerikai hadsereg 1964-ben kivonult az országból és a parkot az 1964. évi nyári olimpiai játékok helyszínévé alakították át. Maga a kerület adott helyet az atlétikai 50 kilométeres gyaloglás és a maraton pályáinak.
Sibuja az 1980-as évek eleje óta rendkívül népszerű a fiatalok körében. Számos híres divatáruháznak ad helyet Sibuja. A Sibuja állomáshoz közeli Sibuja 109 nagy bevásárlóközpont különösen híres a kogal szubkultúra kiindulási helyeként. Az 1–0–9 vagy japánul „icsi-maru-kjú” szójáték, az áruház tulajdonosára, a Tōkyūra utalnak vele. A jelenkori sibujai divatszíntér a Sibuja állomástól észak felé, Haradzsukuig, ahol számos ifjúsági kultúra képviselteti magát, illetve Omoteszandó zelkovafákkal és divatáruházakkal teli utcájáig, valamint Tokió divatműhely-körzetéig, Szendagajáig terjed.
Sibuja az 1990-es évekre az információtechnológiai ipar központjává vált. Angol nyelven gyakran „Bit Valleynek” (bitvölgy) nevezik, ami szójáték, egyben Sibuja szó szerinti fordítására, a „Bitter Valleyre” (keserűvölgy), illetve a bitre, azaz a bináris számjegyekre utalnak.
Sibuja 2015-ben helyi törvényként elfogadta az azonos neműek házasságának engedélyezésére tett javaslatot; így Sibuja lett az első ilyen hely Japánban, illetve egész Kelet-Ázsiában.

## Földrajz

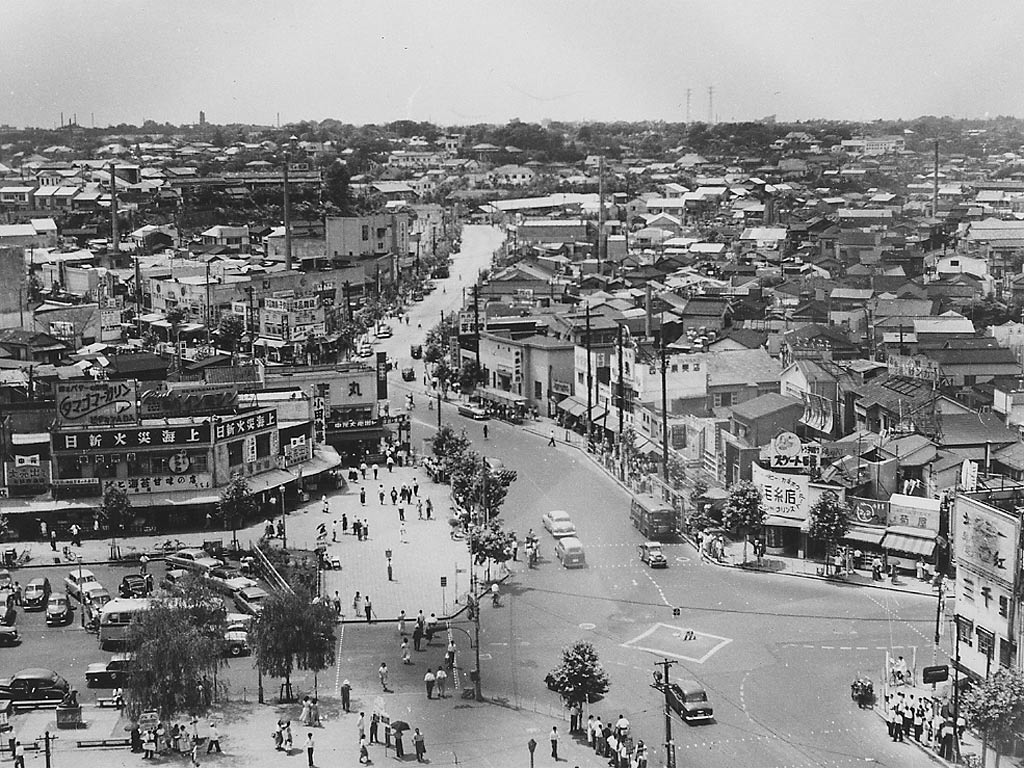
Sibuja 1952-ben

Sibuja számos jól ismert kereskedelmi és lakónegyedének is helyet ad, közöttük Daikanjamának, Ebiszunak, Haradzsukunak, Hiroónak, Higasinak, Omoteszandónak, Szendagajának és Jojoginak.

### Körzetei
- Hatagaja
  - Szaszazuka, Hatagaja, Honmacsi
- Jojogi
  - Uehara, Ójamacsó, Nisihara, Hacudai, Motojojogicsó, Tomigaja, Jojogi-kamizonocsó
- Szendagaja
  - Szendagaja, Dzsingúmae
- Ebiszu–Ómukai
  - Kamijamacsó, Dzsinnan, Udagavacsó, Sótó, Sinszencsó, Marujamacsó, Dógenzaka, Nanpeidaicsó, Szakuragaokacsó, Hacsijamacsó, Uguiszudanicsó, Szarugakucsó, Daikanjamacsó, Ebiszunisi, Ebiszuminami
- Hikava–Simbasi
- Sibuja, Higasi, Ebiszu, Hiroo